# 94 Водолея
94 Водолея (94 Aquarii, сокращ. 94 Aq) — тройная звезда в экваториальном, зодиакальном созвездии Водолей. 94 Водолея имеет видимую звёздную величину +5.19m, и, согласно шкале Бортля, видна невооружённым глазом на засвеченном пригородном небе (англ.  Bright suburban sky).
Из измерений параллакса, полученных во время миссии Gaia, известно, что звезда удалена примерно на 72,6 св. лет (22,3 пк) от Земли. Звезда наблюдается южнее 77 ° с. ш., то есть, видна южнее Западного Шпицбергена, о. Северный (арх. Новая Земля) и о. Принс-Патрик, то есть видна практически на всей территории обитаемой Земли, за исключением приполярных областей Арктики. Лучшее время для наблюдения — сентябрь.
Средняя пространственная скорость 94 Водолея имеет компоненты (U, V, W)=(−18.9, −14.8, −21.7), что означает U=−18,9 км/с — движется по направлению от галактического центра, V=−14,8 км/с — движется против направления галактического вращения и W=−21,7 км/с — движется в направлении галактического южного полюса. 94 Водолея движется с той же скоростью относительно Солнца, что и остальные звёзды: её радиальная гелиоцентрическая скорость: 10 км/с, что равно скорости местных звёзд Галактического диска, а также это значит, что звезда удаляется от Солнца. Звезда движется по небосводу на юго-восток.
94 Водолея — обозначение, данное Флемстидом (латинизированный вариант лат.  94 Aquarii). У звезды также есть обозначение, данное Гулдом —224 G. Водолея (латинизированный вариант лат. 224 G Aquarii).

## Свойства кратной системы
94 Водолея — это близкая пара звёзд, которая не может быть разрешена современными телескопами, но может быть исследована спектрографами, как спектрально-двойная звезда либо метолами спекл-интерферометрии. Более поздние наблюдатели успешно
разрешили спектр вторичной звезды и уточнили параметры орбиты. Вокруг этой пары звёзд вращается по очень широкой орбите ещё одна звезда.
Обе звезды первой пары отдалены друг от друга на угловое расстояние в 0,189 ", что соответствует большой полуоси орбиты, по крайней мере, 3,5 а.е. и периоду обращения, по крайней мере, 6,321 г. (для сравнения: радиус орбиты астероида Кибелы во внешней части Пояса астероидов равен 3,425 а.е. и период обращения равен 6,34 г.). Эксцентриситет системы не очень большой и составляет 0,173. Таким образом, в процессе вращения друг вокруг друга звёзды, то сближаются на расстояние 2,88 а.е. (то есть, примерно, до орбиты астероида Полигимни (2,87 а.е.), то удаляются на расстояние 4,1 а.е. (то есть несколько дальше внешней границы Пояса астероидов). Наклонение орбиты не очень большое и составляет 44,5 °. Эпоха периастра, то есть время когда звёзды были на минимальном расстоянии друг от друга — 2018 г.
Если мы будем смотреть со стороны 94 Водолея Aa на 94 Водолея Ab, то мы увидим оранжевую звёздочку, которая светит с яркостью от −23,9m (в среднем), то есть с яркостью 7 % светимости Солнца (в среднем). Причём угловой размер звезды (в среднем) будет — 0,12°, то есть 24 % от углового размера нашего Солнца. С другой стороны, если мы будем смотреть со стороны 94 Водолея Ab на 94 Водолея Aa, то мы увидим жёлтую звезду, которая светит с яркостью −25,4m (в среднем), то есть с яркостью 28 % светимости Солнца. Причём угловой размер звезды (в среднем) будет — 0,30°, то есть 60 % от углового размера нашего Солнца. Более точные параметры звёзд приведены в таблице:
| | В периастре (2,9 а.е.)        | В периастре (2,9 а.е.) | В периастре (2,9 а.е.)         | В периастре (2,9 а.е.) | В апоастре (4,1 а.е.)         | В апоастре (4,1 а.е.) | В апоастре (4,1 а.е.)          | В апоастре (4,1 а.е.) |
| m | {\displaystyle L_{\bigodot }} | D°                     | {\displaystyle D_{\bigodot }}% | m                      | {\displaystyle L_{\bigodot }} | D°                    | {\displaystyle D_{\bigodot }}% |                       |
| --- | ----------------------------- | ---------------------- | ------------------------------ | ---------------------- | ----------------------------- | --------------------- | ------------------------------ | --------------------- |
| A→B | -24,3                         | 0,11                   | 0,15                           | 29 %                   | -23,6                         | 0,05                  | 0,1                            | 20,5 %                |
| B→A | -25,8                         | 0,42                   | 0,36                           | 72 %                   | -25,1                         | 0,21                  | 0,25                           | 50,6 %                |
| - m — видимая звёздная величина; - {\displaystyle L_{\bigodot }} — светимость, выраженная в светимостях Солнца; - D° — угловой диаметр звезды выраженный в градусах (угловой радиус Солнца — 0,5°); - {\displaystyle D_{\bigodot }}% — диаметр звезды выраженный в процентах от диаметра Солнца; |                               |                        |                                |                        |                               |                       |                                |                       |

Период обращения компонента B вокруг двойной системы Aa и Ab составляет около 3450 лет., что подразумевает расстояние 281 а.е.. То есть если мы будем смотреть на компонент B от пары звёзд Aa-Ab, то мы увидим жёлтую звёздочку, которая светит с яркостью −14,1m, то есть с яркостью 3,5 лун в полнолунии. И наоборот, если мы будем смотреть на две звезды, которые светят с яркостью −15,8m, то есть с яркостью 16,75 лун в полнолунии, причём наибольший вклад в это свечение будет вносить наиболее яркий компонент Aa.
Возраст системы 94 Водолея точно не известен, но указывается, что он составляет 6,250 млрд. дет. Также с другой стороны известно, что звёзды с массой 1,07 {\displaystyle M_{\bigodot }} живут на главной последовательности порядка 8,27 млрд. дет. Также известно, что звезда 94 Водолея Aa имеет спектральный класс G8.5IV, то есть является субгигантом, либо очень поздним карликом. Таким образом, возраст системы 94 Водолея находится в пределах от 6,25 млрд. дет до 8,27 млрд. лет причём он ближе к 8 млрд. дет. В любом случае, 94 Водолея Aа, очень скоро, то есть меньше чем через 100 млн. дет станет красным гигантом, а затем, сбросив внешние оболочки, она станет белым карликом.

### Свойства компонента Aa
Судя по её спектру 94 Водолея Aa — субгигант спектрального класса G8.5IV, что указывает на то, что водород в ядре звезды уже «сгорел», то есть звезда сошла с главной последовательности. Звезда излучает энергию со своей внешней атмосферы при эффективной температуре около 5461 K, что придаёт ей характерный жёлтый цвет звезды спектрального класса G.
Судя по массе звезды 94 Водолея Aa, которая составляет 1,07 {\displaystyle M_{\bigodot }}, начала свою жизнь как жёлтый карлик спектрального класса G2V. В то время её температура была около 5800 K, однако в настоящее время поверхность звезды расширилась и внешняя температура упала. В связи с небольшим расстоянием до звезды её радиус может быть измерен непосредственно, и действительно такая попытка была предпринята в 1969 году и, поскольку, звезда спектрально-двойная, то скорее всего измерялся радиус её наиболее яркого компонента. Данные об этих измерениях приведены в таблице:
| Год  | m    | Спектр | D (mas) | Rабс ({\displaystyle R_{\bigodot }}) | Комм.  |
| 1969 | 5.21 | G5IV   | 0.85    | —                                    | [ 23 ] |

Однако, как видно из таблицы, радиус её так и был измерен. Сейчас мы знаем, что исходя из теории звёздной эволюции, зная массу и температуру звезды её радиус можно оценить в 1,95 {\displaystyle R_{\bigodot }}. Светимость звезды напрямую не измерена, однако, зная температуру звезды и используя закон Стефана — Больцмана, можно узнать, что она составляет примерно 3,0 {\displaystyle L_{\bigodot }}.
Звезда имеет поверхностную гравитацию, характерную для субгиганта, 3,88 СГС или 75,9 м/с2, то есть 3,6 раза меньше, чем на Солнце (274,0 м/с2), что, по-видимому, может объясняться большой поверхностью звезды, при малой массе. Звёзды, имеющие планеты, имеют тенденцию иметь большую металличность по сравнению Солнцем, и 94 Водолея A имеет значение металличности значительно больше, чем на Солнце: содержание железа в ней относительно водорода составляет 170 %, что позволяет предположить, что звезда «пришла» из других областей Галактики, где было больше металлов, и рождено в молекулярном облаке благодаря более плотному звёздному населению и большему количеству сверхновых звёзд.

### Свойства компонента Ab
Судя по её массе, которая составляет 0,8 {\displaystyle M_{\bigodot }}, 94 Водолея Ab — карлик спектрального класса KV, что указывает на то, что водород в ядре звезды ещё служит ядерным «топливом», то есть звезда находится на главной последовательности. Звезда излучает энергию со своей внешней атмосферы при эффективной температуре около 4670 K или 4970 K, что придаёт ей характерный оранжевый цвет звезды спектрального класса K.
Исходя из теории звёздной эволюции, радиус звезды должен быть 0,79 {\displaystyle R_{\bigodot }}. Из температуры и радиуса звёзды, используя закон Стефана-Больцмана, можно узнать, что её светимость будет составлять 0,26 {\displaystyle L_{\bigodot }} или 0,34 {\displaystyle L_{\bigodot }}.

### Свойства компонента B
94 Водолея B — карлик спектрального класса K2V, что указывает на то, что водород в ядре звезды ещё служит ядерным «топливом», то есть звезда находится на главной последовательности. Её эффективная температура несколько великовата для её спектрального класса и составляет 5136 K. Также исходя из теории звёздной эволюции масса звезды должна составлять 0,742 {\displaystyle M_{\bigodot }}, а радиус звезды 0,76 {\displaystyle R_{\bigodot }}, а светимость будет составлять 0,21 {\displaystyle L_{\bigodot }}. Для того, чтобы планета, аналогичная нашей Земле, получала примерно столько же энергии, сколько она получает от Солнца, её надо было бы поместить на расстоянии 0,45 а. е., то есть примерно на орбиту Меркурия, чья большая полуось равна 0,39 а. е.. Причём с такого расстояния 94 Водолея B выглядела бы на 80 % больше нашего Солнца, каким мы его видим с Земли — 0,90° (угловой диаметр нашего Солнца — 0,5°).

## История изучения кратности звезды
Двойственность звезды открыл В. Я. Струве в 1821 году (компонент AB) и система вошла в каталоги как STF2998. Американские астрономы Х. МакАлистер (англ. McAlister H.A) и В. Харткопф (англ. Hartkopf W.I.), с помощью методов спекл-интерферометрии разрешили компоненты Aa и Ab и хотя, как параметры орбиты, так и свойства звёзд были вычислена очень неточно, система вошла в каталоги как MCA 74. Согласно Вашингтонскому каталогу визуально-двойных звёзд, параметры этих компонентов приведены в таблице:
| Компонент | Год  | Количество измерений | Позиционный угол | Угловое расстояние | Видимая звёздная величина 1 компонента | Видимая звёздная величина 2 компонента |
| Aa,Ab     | 1976 | 37                   | 336°             | 0.2″               | 5.20m                                  | 6.70m                                  |
| Aa,Ab     | 2018 | 37                   | 355°             | 0.2″               | 5.20m                                  | 6.70m                                  |
| AB        | 1821 | 247                  | 347°             | 14.2″              | 5.27m                                  | 6.97m                                  |
| AB        | 1830 | 247                  | 345°             | 13.4″              | 5.27m                                  | 6.97m                                  |
| AB        | 1984 | 247                  | 351°             | 12.6″              | 5.27m                                  | 6.97m                                  |
| AB        | 2018 | 247                  | 353°             | 12.1″              | 5.27m                                  | 6.97m                                  |

Обобщая все сведения о звезде, можно сказать, что у звезды 94 Водолея есть 2 спутника. У неё действительно есть компаньон — звезда 7-й величины, находящаяся на угловом расстоянии 0,2 секунд дуги (компонент «Ab»), и которой не меняется за время наблюдения.
Также рядом есть ещё один спутник (компонент B), звезда 7-й величины, находящийся на угловом расстоянии 12-14 секунд дуги, которое он изменил, двигаясь по эллиптической орбите, в течение последних почти 200 лет и он, почти наверняка, настоящий компаньон.

## Ближайшее окружение звезды
Следующие звёздные системы находятся на расстоянии в пределах 20 световых лет от звезды 94 Водолея (включены только: самая близкая звезда, самые яркие (<6,5m) и примечательные звёзды). Их спектральные классы приведены на фоне цвета этих классов (эти цвета взяты из названий спектральных типов и не соответствуют наблюдаемым цветам звёзд):
| Звезда          | Спектральный класс | Расстояние, св. лет |
| HD 220339       | K2 V               | 5.28                |
| HK Водолея      | M2.5e V            | 5.38                |
| HD 215152       | K0 V-VI            | 13.78               |
| 53 Водолея      | G3 V               | 15.33               |
| 6 Кита          | F7 V               | 15.58               |
| Ипсилон Водолея | F3 V               | 17.14               |
| BE Кита         | G2 V-VI            | 18.22               |

Рядом со звездой, на расстоянии 20 световых лет, есть ещё порядка 15 красных, оранжевых карликов и жёлтых карликов спектрального класса G, K и M, а также 4 белых карликов, которые в список не попали.

## 94 Водолея в фантастике
В «Неожиданности» (2001), эпизод «Звёздный путь: Энтерпрайз», написанный Риком Берманом и Бранноном Брага. Эпизод ссылается на феллебскую цивилизацию англ. Fellebian civilization. В вымышленном справочнике Star Trek: Star Charts (2002) изображена 94 Водолея как тройная звезда с двумя компонентами спектрального класса G и компонентом спектрального класса K. В тройной системе 94 Водолея находится планета Феллебия англ. Fellebia.